# Dansmuziek
Dansmuziek is amusementsmuziek om op te kunnen dansen, voornamelijk populair onder jongeren en in discotheken. De muziek die je gebruikt is afhankelijk aan de dans die je doet. De meeste dansmuziek heeft gemeen dat het tempo binnen een muziekstuk tamelijk constant is. Voor de meeste dansvormen zijn metrum en tempo gekoppeld aan een bepaald type dans.  
Dansmuziek heeft naast amusementswaarde ook kunstzinnige waarde. Veel dansmuziek uit het klassieke repertoire heeft niet zozeer de dansfunctie centraal staan, maar veeleer wordt daar de muziek vanwege de artistieke uiting op dans gebaseerd. Zo schreef Bach vele suites die op dans gebaseerd zijn, Chopin gestileerde walsen, en ook vele andere componisten gebruikten de dansmuziek los van het dansen zelf.
De laatste decennia is in (westerse) dansmuziek (dance) steeds meer de nadruk komen te liggen op een stevig ritme en tempo, waarbij vrijwel uitsluitend de  24 en  44 maat gebruikt wordt.